# Matti Ranin
Matti Helge Ranin (Tampere, 21 de noviembre de 1926 - Helsinki, 24 de noviembre de 2013) fue un actor finlandés.
Ranin tuvo una extensa carrera tanto en cine como en televisión. Su carrera de actor de cine paso por sus mejores momentos durante los años 1950 y 60, interpretando su más famoso papel como Capitán Kariluoto en Tuntematon sotilas de Edvin Laine. También tuvo un papel recurrente como Toivo Virta en la película Komisario Palmu y apareció como Lauri Salpakari en la adaptación cinematográfica de 1968 de Täällä Pohjantähden alla.

## Filmografía seleccionada
En películas
- Loviisa – Niskavuoren nuori emäntä (1946)
- Ruma Elsa (1949)
- Kanavan laidalla (1949)
- Hilman päivät (1954)
- Tuntematon sotilas (1955)
- Komisario Palmun erehdys (1960)
- Täällä Pohjantähden alla (1968)
- Akseli ja Elina (1970)
- Tie naisen sydämeen (1996)

En televisión
- Joulukalenteri (1980, 1985)
- Mustapartainen mies (1990)
- Blondi tuli taloon (1994–95)
- Kotikatu (2004–09)
- Taivaan tulet (2011)